# Цанко Панов
Цанко Александров Панов е български художник.

## Биография
Цанко Панов е роден на 5 октомври 1950 година в София.
През 1976 г. завършва специалност „Живопис“ във Велико Търново. В периода между 1976 и 1994 г. работи като учител по рисуване и живопис, както и като уредник в Националната художествена галерия. От 1994 до 1997 г. преподава в Частна академия „Жул Паскин“. Негови творби са притежание на повечето художествени галерии в България, както и редица частни колекции по света. През последните години от живота си работи в къщата – музей „Борис и Славка Деневи“.
Умира на 18 август 2003 г. в София.

## Награди
- „Награда за живопис“ (Варна, 1988 г.)
- „Есенен салон“ (София, 1995 г.)
- „Златна есен“ (София, 1997 г.)
- Международно триенале на графиката (София, 1998 г.)